# Arkelstorp
Arkelstorp is een dorp in de gemeente Kristianstad in de zuidelijkste provincie van Zweden: Skåne. Het dorp heeft een inwoneraantal van 768 en een oppervlakte van 108 hectare (2010).

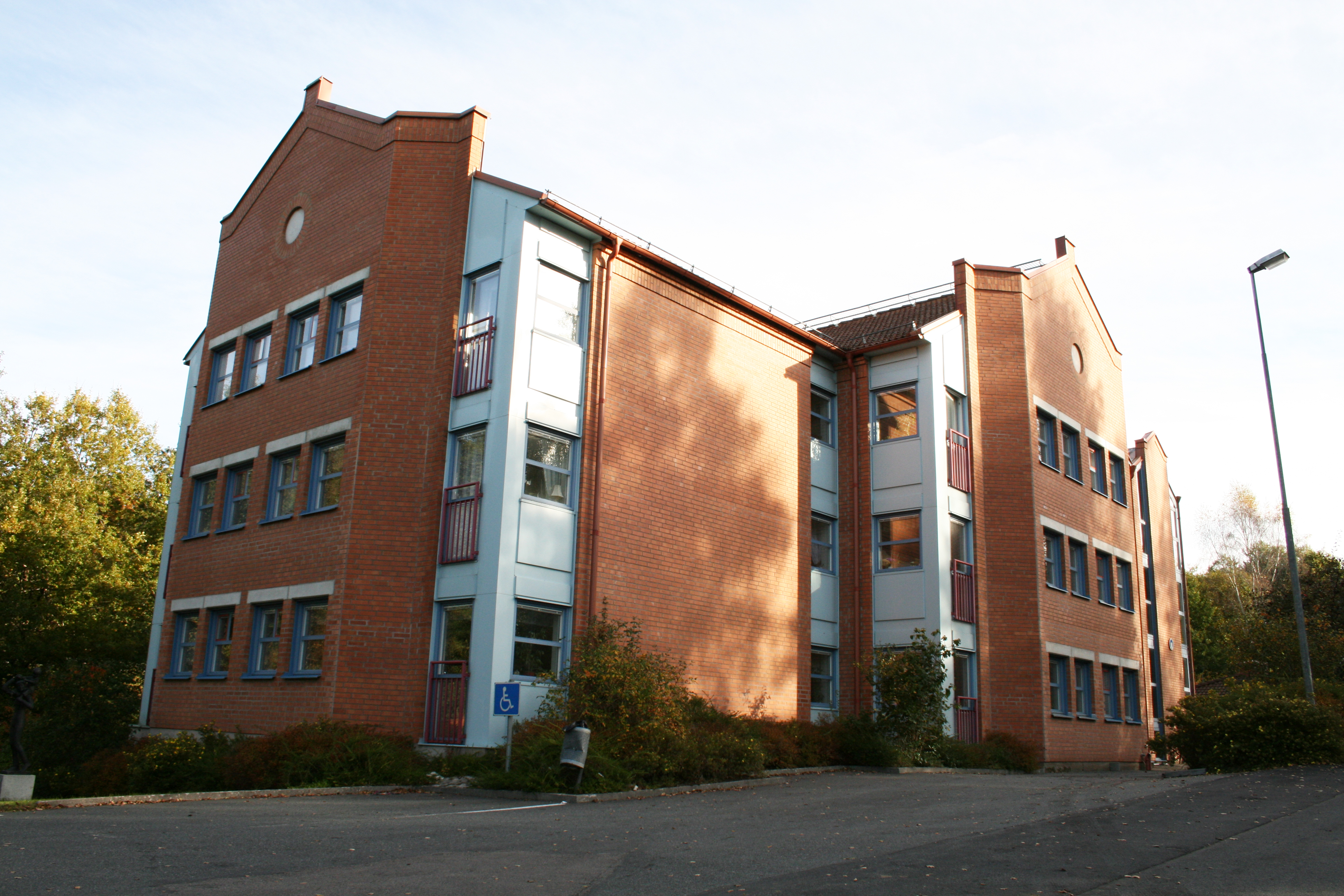
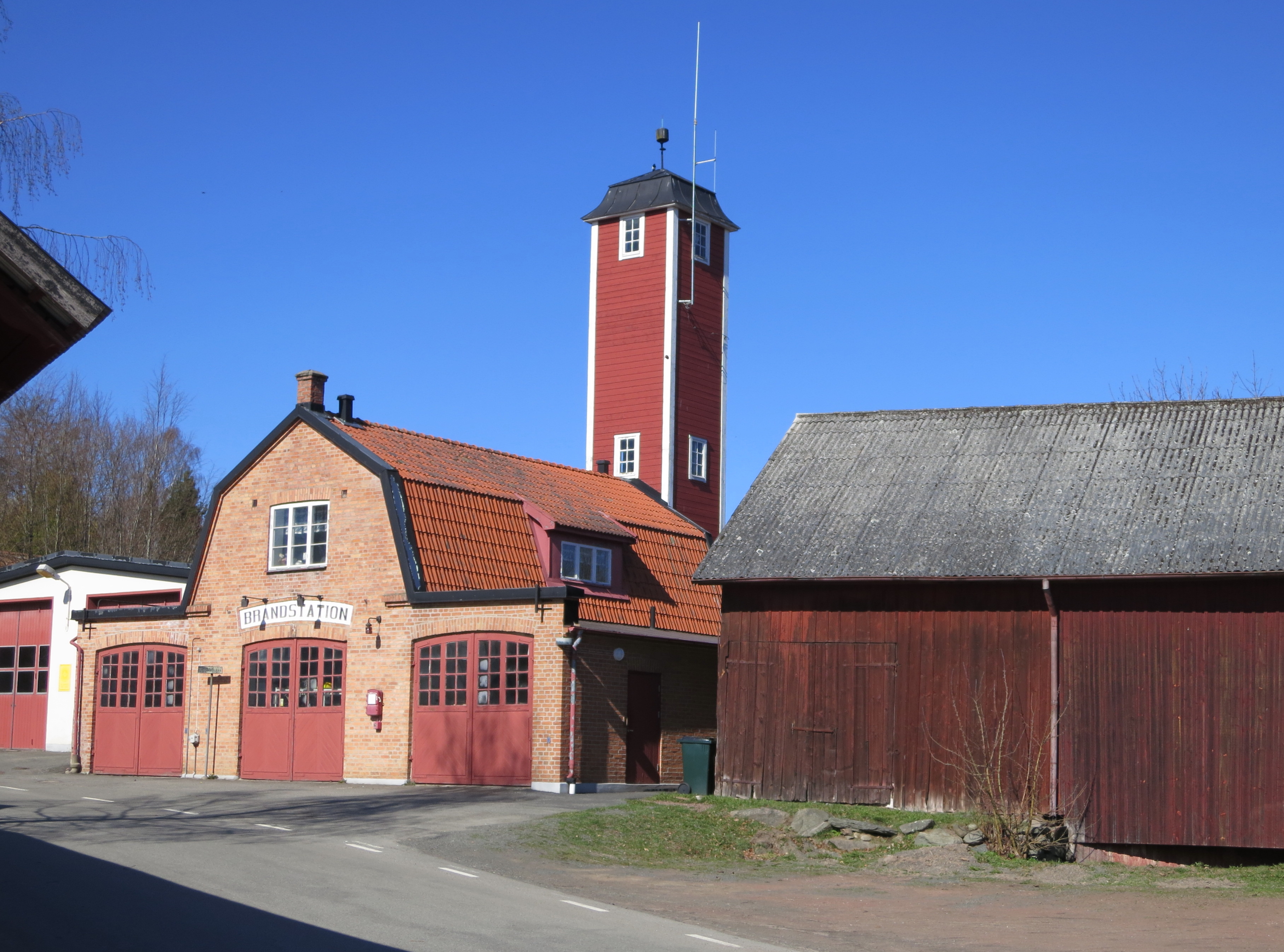